# Малка сюита (Дебюси)
„Малка сюита“ (на френски: Petite Suite, L. 65) е сюита за пиано и четири ръце от френския композитор Клод Дебюси. Транскрибирана е многократно, като най-значима е оркестралната версия от колегата на Дебюси Анри Бюсер.
Сюитата, композирана от 1886 до 1889 година, е изпълнена публично за първи път на 2 февруари 1889 от Дебюси и пианиста и издател Жак Дюран по време на събиране в парижки салон. Възможно е да е била написана по молба, може би на Дюран, като композиция на нивото на опитни любители-пианисти, за което се съди по простотата на сюитата, която е в ярък контраст с модернистичните творби, които Дебюси композира по това време.
Произведението, което в изпълнение продължава около 13 минути,  се състои от четири части, първите две от които са вдъхновени от поеми на Пол Верлен от стихосбирката му „Галантни празници“ (на френски: Fêtes galantes, 1869):
1. En bateau (Sailing): Andantino
2. Cortège (Retinue): Moderato
3. Menuet: Moderato
4. Ballet: Allegro giusto

## Транскрипции
„Малката сюита“ е оркестрирана от колегата на Дебюси Анри Бюсер през 1907, и публиквана от „А. Дюран и Филс“. Транскрипцията на Бюсер изисква две флейти, два обоя, два кларнета, два фагота, два френски рога, два тромпета, тимпани, перкусии, (цимбали, тамбурина и триъгълник), арфа, и струнна секция. Творбата е транскрибирана и да кланрени, за арфа, за духов оркестър, и за оркестър за камерни концерти.